# 백봉제기념출판문화진흥재단
백봉제기념출판문화진흥재단은 백봉제 선생의 업적을 기리고 대한민국 출판문화의 발전에 기여하기 위하여 2001년 11월 13일 설립된 문화체육관광부 소관의 재단법인이다. 사무실은 서울특별시 중구 저동 2가 85에 있다.

## 주요 사업
- 출판인에 대한 장학사업